# スタジオ

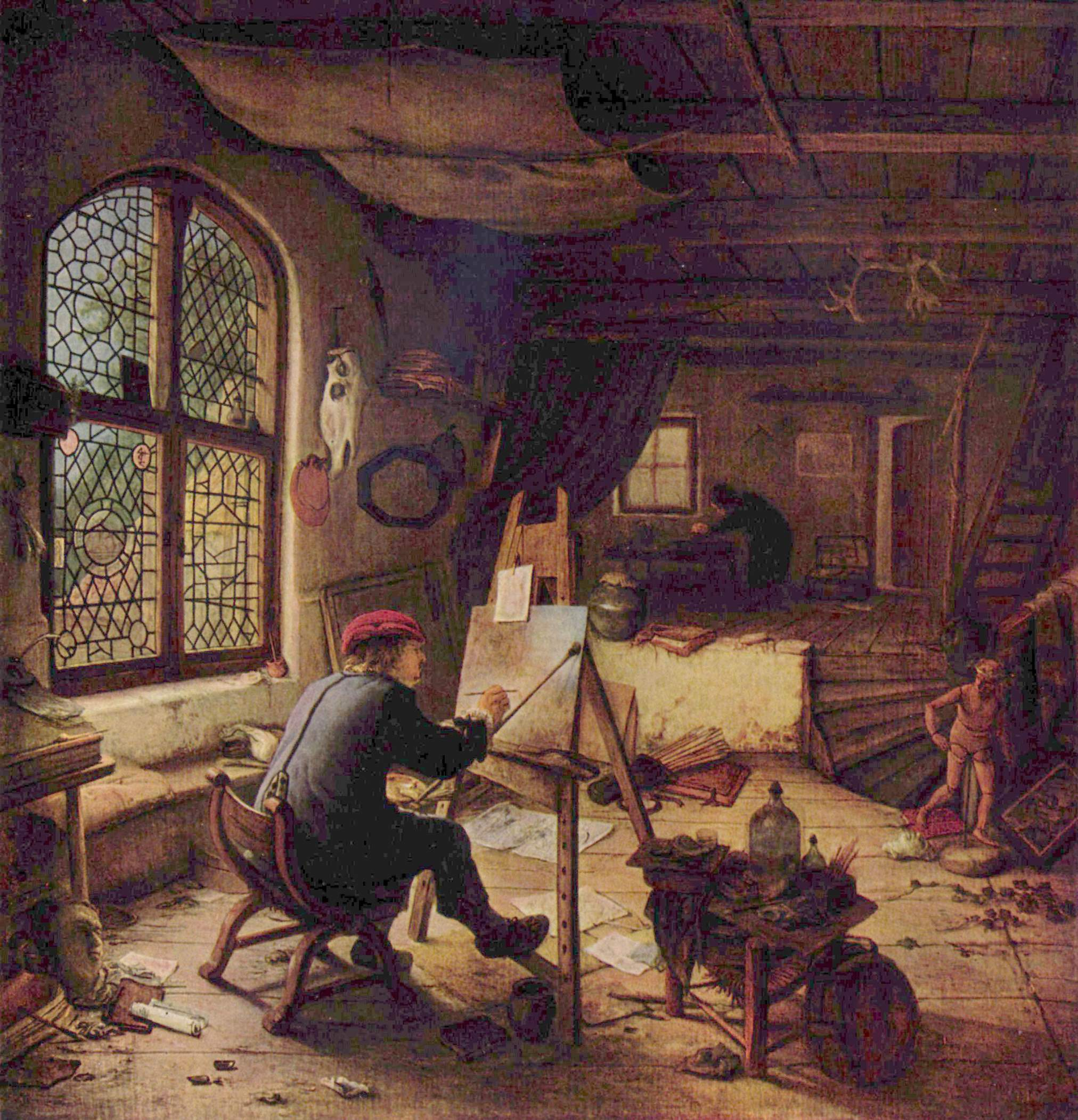
アドリアーン・ファン・オスターデ Self portrait. 1663年 アルテ・マイスター絵画館

スタジオ（英: Studio発音:【'stuː.di.oʊ】）とは、部屋の様式を表す言葉。
芸術家の仕事場（アトリエ・工房）、ラテン語のStudium（勤勉）の変化形Studeo（勤勉になる、勤勉に努力する）に由来する。
現代では主に以下の2つが「スタジオ」と呼ばれる。
1. アパートメント（日本で言うマンション）のワンルームタイプの部屋（居室と寝室が一体の部屋）。英語やフランス語[注釈 3]での日常会話の文脈ではこの意味が使われることが多い。
2. 写真・映像・音などのメディア作品の収録、撮影のために使われる施設。この意味で使われる場合は主調整室や副調整室、編集室など制作に関わる仕事場であっても、撮影、収録を行わない場所は「スタジオ」とは呼ばれない。

## メディア制作に使われるスタジオ
目的に応じて設備内容には大きな違いがある。「スタジオ」という名は同じでも、たいていの場合は専門的に特化しており、別の用途には使えない。また、同種のスタジオであっても、設備内容に差があり細分化されているほか、価格にもかなりの幅がある。また、そのような設備を持つ組織の名称に「スタジオ」が含まれる場合がある。
大別すると、「スタジオ」には以下のような種類のものがある。詳しくはそれぞれの個別の項目を参照のこと。

### スタジオ（写真撮影）
写真を撮影することが目的。商品カットや雑誌掲載写真の撮影などを行うために使われる。

### スタジオ（映像撮影）
映画・テレビ番組・ビデオパッケージ・CMなどの動画を撮影することが目的。また、動画の中でも、映画を撮影するスタジオ、ビデオを撮影するスタジオ、CMを撮影するスタジオとでは設備が異なる。また「映画の製作会社」のことを意味する場合もある（→映画スタジオ）。
ビデオスタジオの場合は、撮影を行う部分と、撮影機材を制御する部分とにわかれている。

### スタジオ（映像編集）

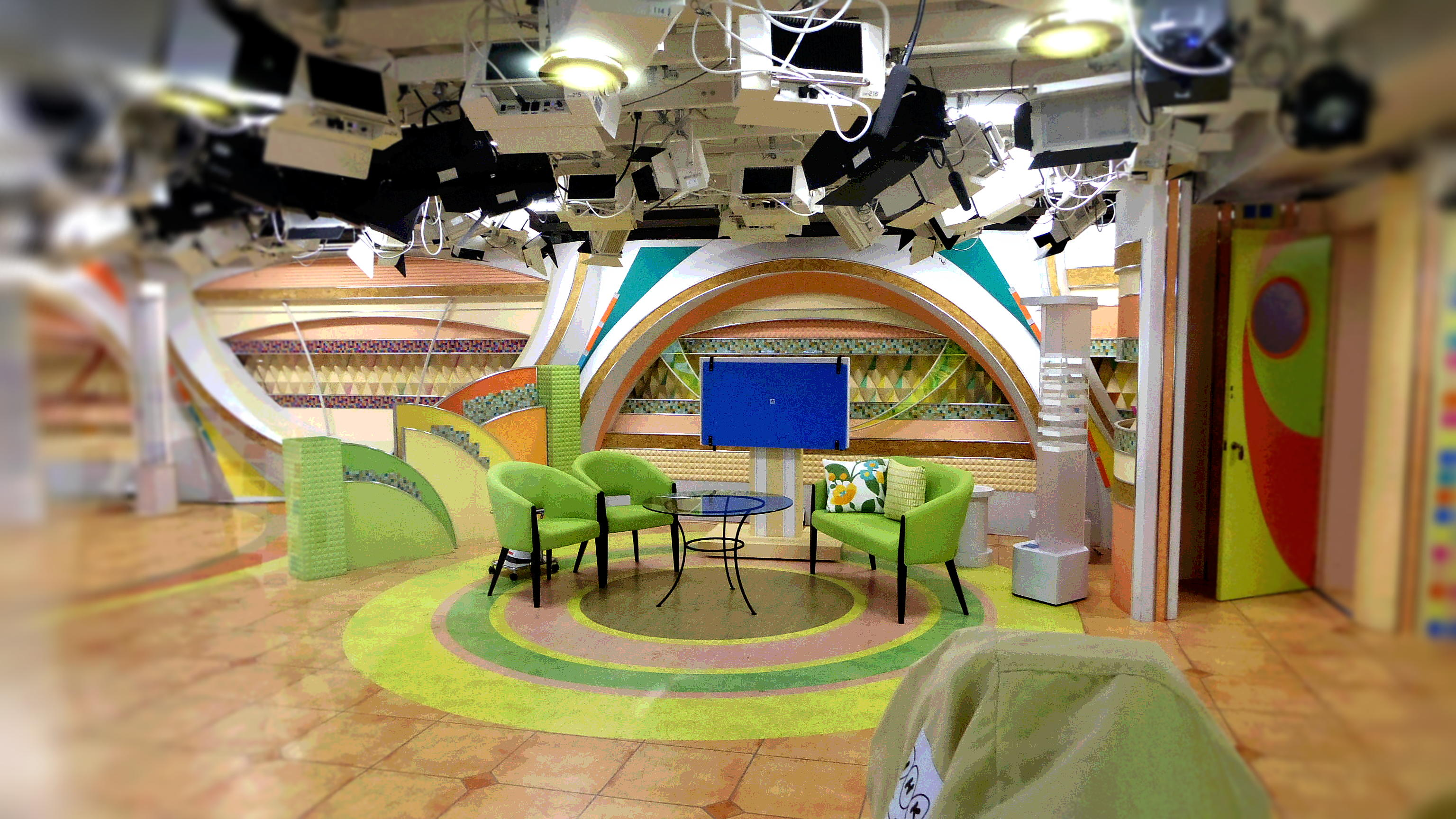
NHKスタジオパーク内の公開スタジオ CT-450

映像編集、中でも特にビデオ映像を編集することが目的。撮影機能は持たない。フィルム動画を編集する設備を持つ部屋は一般に「編集室」などと呼ばれ、あまりスタジオと呼ばれることはないが、その編集プロセスはビデオの編集に引き継がれている。

### レコーディングスタジオ・音響効果スタジオ・MAスタジオ

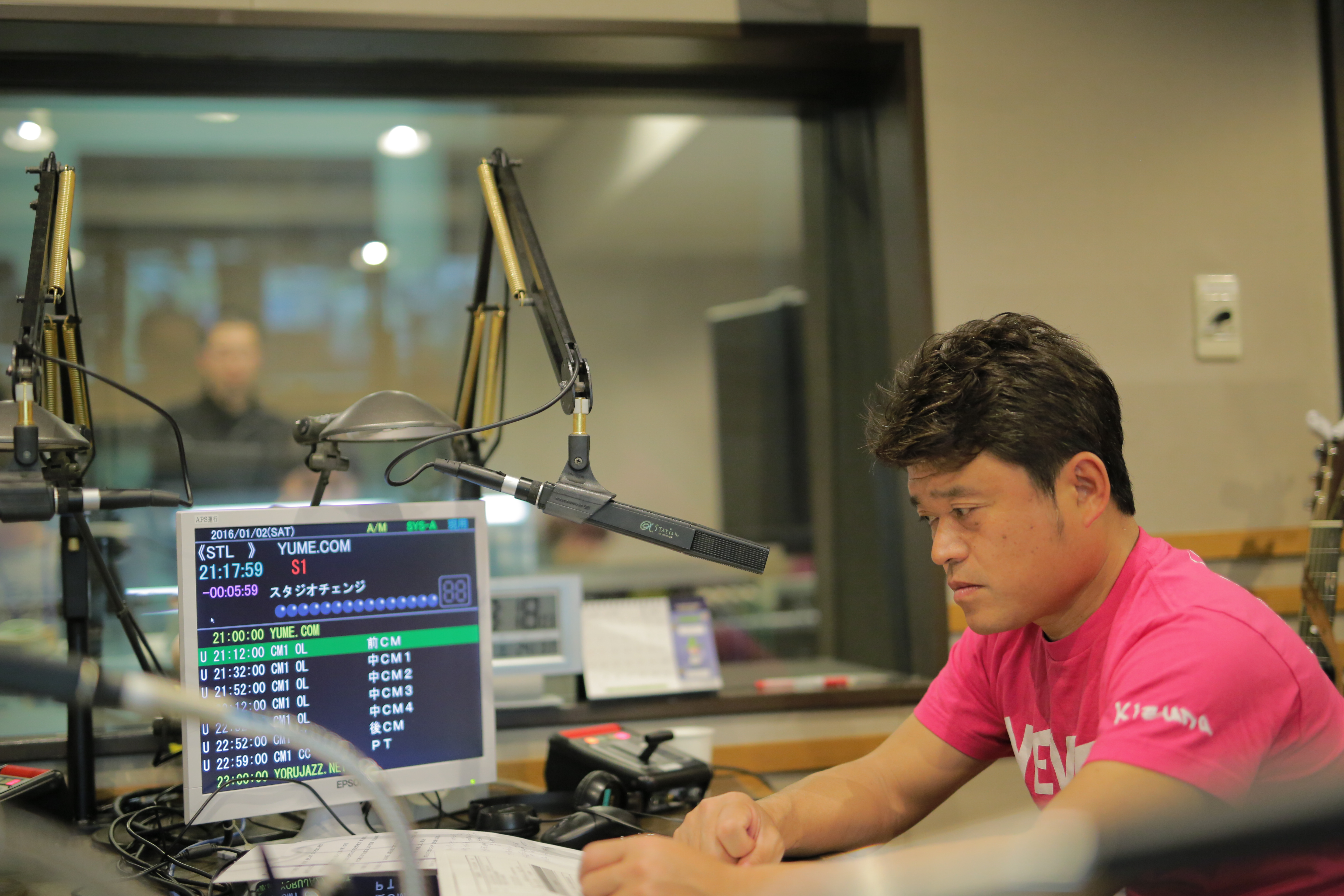
エフエム京都のスタジオの録音ブース

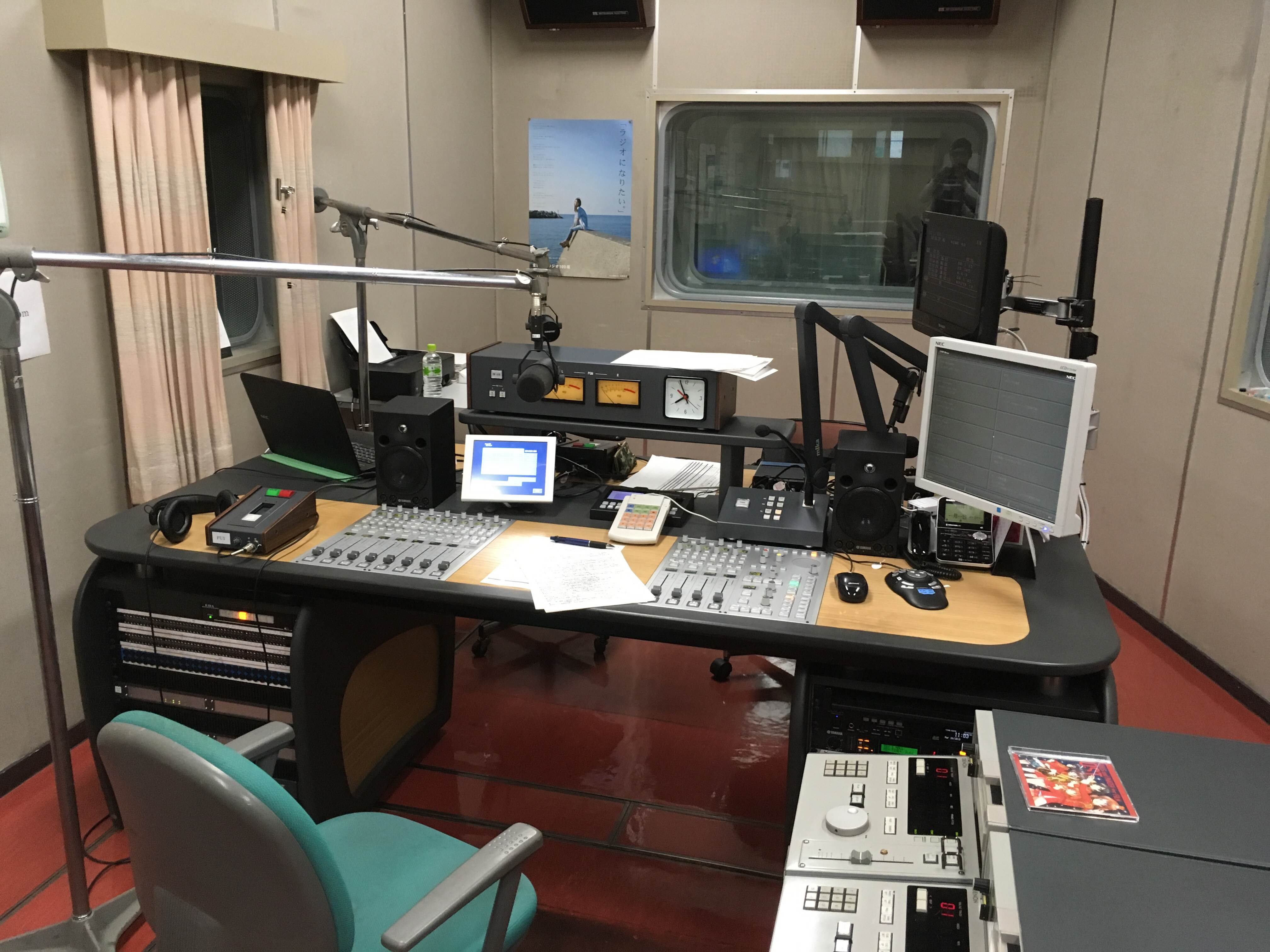
エフエム秋田第二スタジオの副調整室

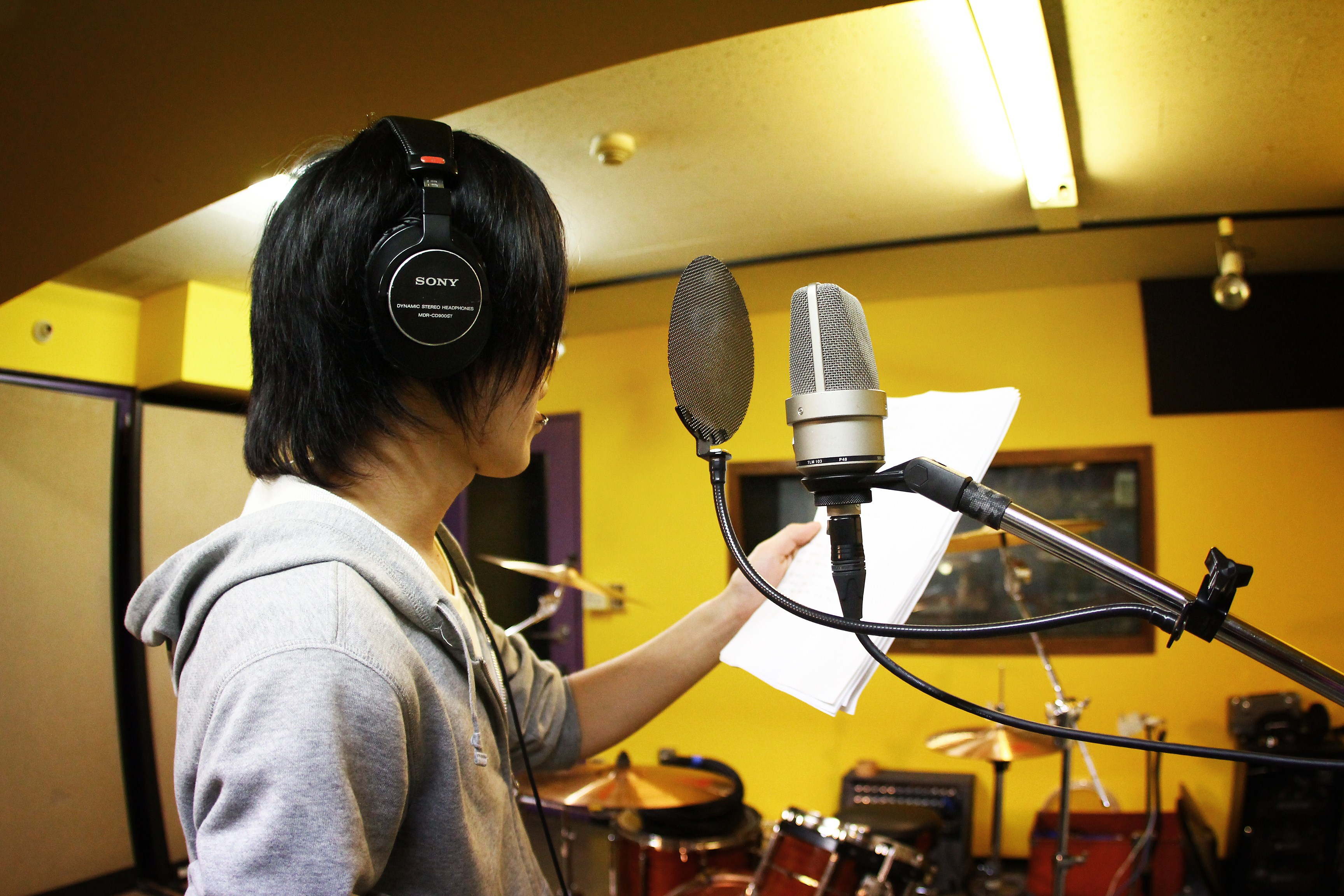
バンド音楽用の録音スタジオ

音を扱うスタジオ。レコードやCDなどの音源製作、ラジオ番組の制作、映画・テレビ番組・ビデオパッケージなどのナレーション収録及び音声編集作業などを行う。

### リハーサルスタジオ
録音スタジオ等での録音前に行う歌唱や演奏の練習や確認をする為の音楽設備等が常備されている部屋や、舞踏や演劇など団体で使用できて各種ステージ機材の常備や持ち込み設置が出来る場所など、芸能音楽関連での練習や確認用に使われる。舞踏や演劇などの練習用スペースとしてのスタジオは、アトリエと呼ばれる場合もある。また、特殊な撮影システムなどの一部にも、「スタジオ」を名乗るものがある。
定義としてはスタジオの下位概念であり、練習や確認用として必要最低限の設備を備えている物から、他の組織ではスタジオとされるレベルの物をリハーサルスタジオと称している事もある。また、リハーサルという名前であるが、本番用として使われる事もある。
音合わせ、練習室などと呼ばれていた空間で、手持ち楽器以外のアンプ、PA、ドラムセット等が用意されていて、バンド単位での練習が可能である。
1975年、東京のユーフォニックスタジオの造語。これ以降のバンドブームから若者達は音楽の練習は「リハ」と言う言葉を使うようになった。
イギリスではこの様な空間はリハーサル・ルームと呼ばれている。

### ヴァーチャルスタジオ
画像合成用のシステムの一種。カメラで撮影した映像とCGを自動的に合成するもので、実際には存在しないCGで作られたセットと実写映像を組み合わせることができるもの。目的は単なるコストダウンから、スタジオセットでは出来ない特別な演出をするためなどがある。
ヴァーチャルスタジオの中の人物は、グリーンバックやブルーバックなど特殊な背景が準備された映像スタジオなどで撮影される。上半身など体の一部だけの出演であれば、部屋の壁にグリーンバックの背景紙を設置するだけでも可能である。システムによっては特殊な背景を使わずに自動的に被写体だけを切り抜く機能がある。